# 津市立南が丘中学校
津市立南が丘中学校（つしりつみなみがおかちゅうがっこう）は、三重県津市にある公立中学校。生徒数は約300人。

## 概要
- 人権学習に非常に関心が強く、南が丘中学校人権委員会(Minamigaoka Human Rights)という組織を形成している。
- 毎年学年の半数前後が三重県立津高等学校、三重県立津西高等学校への進学を果たしている。1学年の生徒数が120名前後ということを考えるとこれは割合いい数字といえる。

## 所在地
〒514-0821 三重県津市垂水2622-1

## 交通
- 近鉄名古屋線南が丘駅より徒歩約15分

## 沿革
- 1992年4月 橋南中学校から分離し開校

## 行事
- 4月 入学式
- 5月 修学旅行
- 6月 体育祭
- 8月 ふれあいまつり
- 10月 文化祭
- 3月 卒業式

## 部活動
- バドミントン部男子
- バドミントン部女子
- サッカー部
- 野球部
- 卓球部男子
- 卓球部女子
- 剣道部

- 陸上部
- バスケットボール部男子
- バスケットボール部女子
- 吹奏楽部
- PC芸術部